# مسجد آقابزرگ
مسجد آقابزرگ مسجد و مدرسه‌ای بزرگ در کاشان، منسوب به ملا محمد مهدی نراقی (پدر ملا احمد نراقی) ملقب به آقابزرگ که به هزینه مردی نیکوکار به نام محمدتقی خانبان و پسرش در نیمه قرن ۱۳ق، مقارن با دوران پادشاهی محمد شاه قاجار (متوفی ۱۲۶۴ق) ساخته شده‌است.

## محل بنا
این مسجد و مدرسه در محدوده تاریخی و بافت قدیمی شهر، مجاور بقعه خواجه تاج‌الدین و در محله‌ای به همین نام بنا گردیده و در خیابان آقابزرگ، منشعب از خیابان فاضل نراقی واقع است و از نظر استواری هنوز وضع مطلوبی دارد.

## پیشینه تاریخی
ساختمان این بنا در روزگار پادشاهی محمدشاه قاجار آغاز گردید و در سال‌های نخستین سلطنت ناصرالدین‌شاه (۱۲۶۴–۱۳۱۳ق)، به پایان رسید.
به نظر می‌رسد که این مجموعه، بر روی آثار به جای مانده پس از زلزله ۱۱۹۲ق یا دوره‌های گذشته ساخته شده باشد، به خصوص شبستان ۴۰ ستون شمالی مسجد که احتمالاً پیش از احداث گنبدخانه بر روی بقایای خانقاه، مسجد، مقبره و مدرسه خواجه تاج الدین (متعلق به اواسط سده ۹ق) ساخته شده‌است.
تلفیق این شبستان با مسجد و مدرسه‌ای که بعداً در کنار آن ایجاد گردید، یکی از نمونه‌های ایجاد هماهنگی و اتصال دو بنا در کنار هم است.

## مشخصات
مسجد و مدرسه آقابزرگ مجموعه نفیسی است از عناصر معماری و تزییناتی، و ترکیبی از این حجم‌ها و اندام‌های متناسب به هم تنیده، شامل: سردر و هشتی ورودی، صحن مرکزی، مقصوره و شبستان‌ها. همچنین مدرسه آقا بزرگ کاشان با طرح گودال باغچه و بادگیرهای که نمایانگر استفادهٔ هوشمندانه از عناصر اقلیمی است. استفاده از خاک بستر ساختمان، بدون باقی گذاشتن آثار یا ضایعات در محل استخراج، برای ایجاد مصالح موجب شده‌است تا با حداقل مصرف انرژی و افزودنی‌های غیر محلی، درصد عمدهٔ مصالح مورد نیاز از درون محل کارگاه ساختمان تأمین شود.

## ویژگی‌های بنا

نمایی از گنبدخانه مسجد آقابزرگ.

- معماری ویژه؛ گنبدخانه بر روی ۸ پایه عظیم بر پا شده، زیرا در طرح مساجد قدیمی ایران ایجاد گنبد بر روی پایه‌های آزاد به ندرت دیده می‌شود. نتیجه عملی اجرای این نوع طرح، جریان یافتن هوای خنک در فضای گنبدخانه در فصول گرم و تابستان‌های داغ منطقه کویری است.[۱]
- گودال باغچه (حیاط تحتانی)؛ حوض بزرگ (آب‌نما) و باغچه‌های آن به طراوت فضا کمک می‌کند.
- با توجه به سادگی و بی‌پیرایگی این مجموعه، زیاده‌روی در تزیین، به‌ویژه در کاشی‌کاری این بنا به چشم نمی‌خورد.
- تزیینات؛ گچ‌بری، نقاشی، کارهای چوبی (کنده‌کاری، گره‌چینی، آلت و لقط)، مقرنس‌کاری، کاشی‌کاری رسمی‌بندی و یزدی‌بندی
- یک جفت درِ نفیس (درِ مدخل اصلی مسجد) که کنده‌کاری و با گره‌چینی و گل میخ تزیین شده‌است.
- میخ‌های روی در به تعداد آیات قرآن است
- این مسجد دارای بافت نسبتاً قرینه است

## نگارخانه

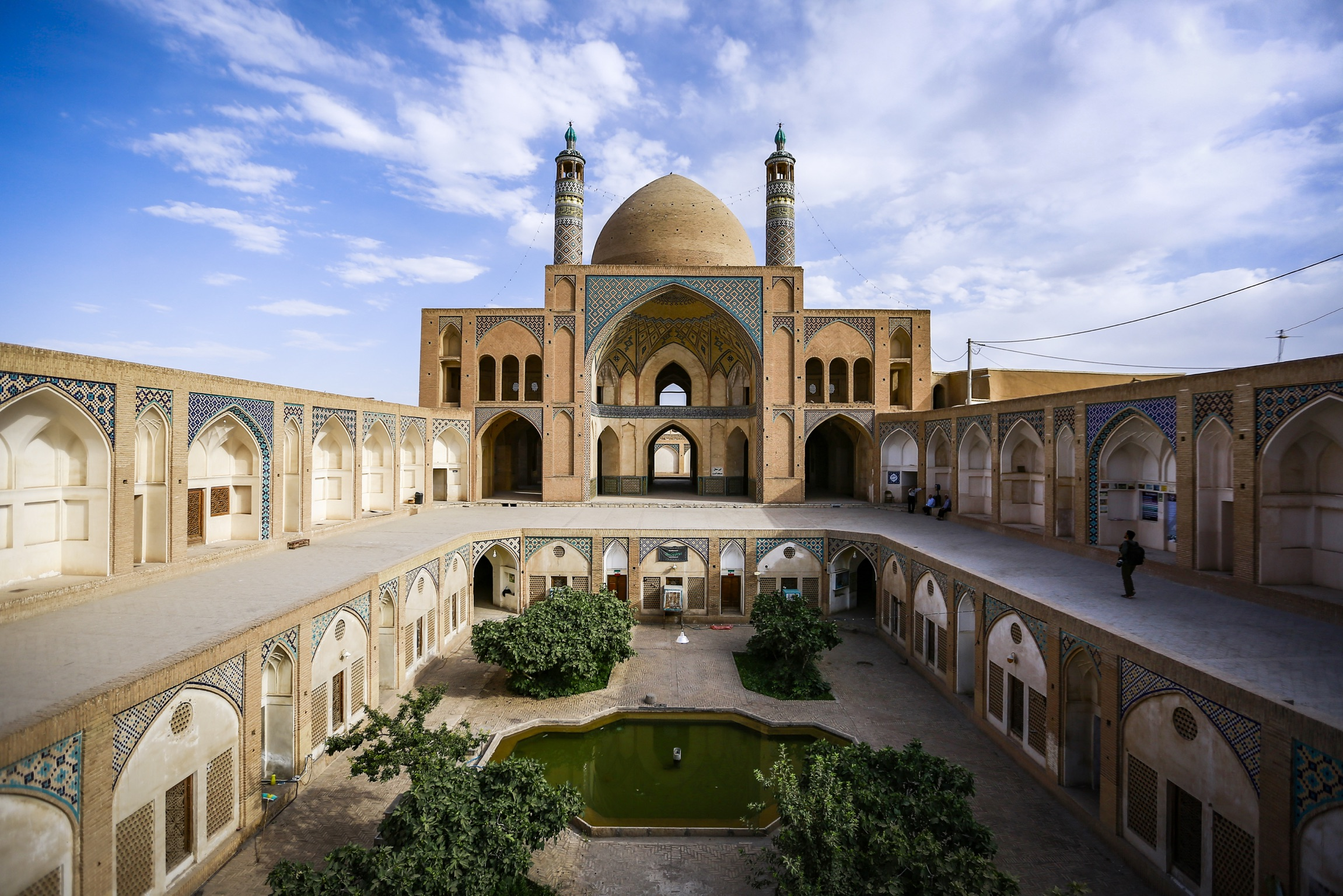
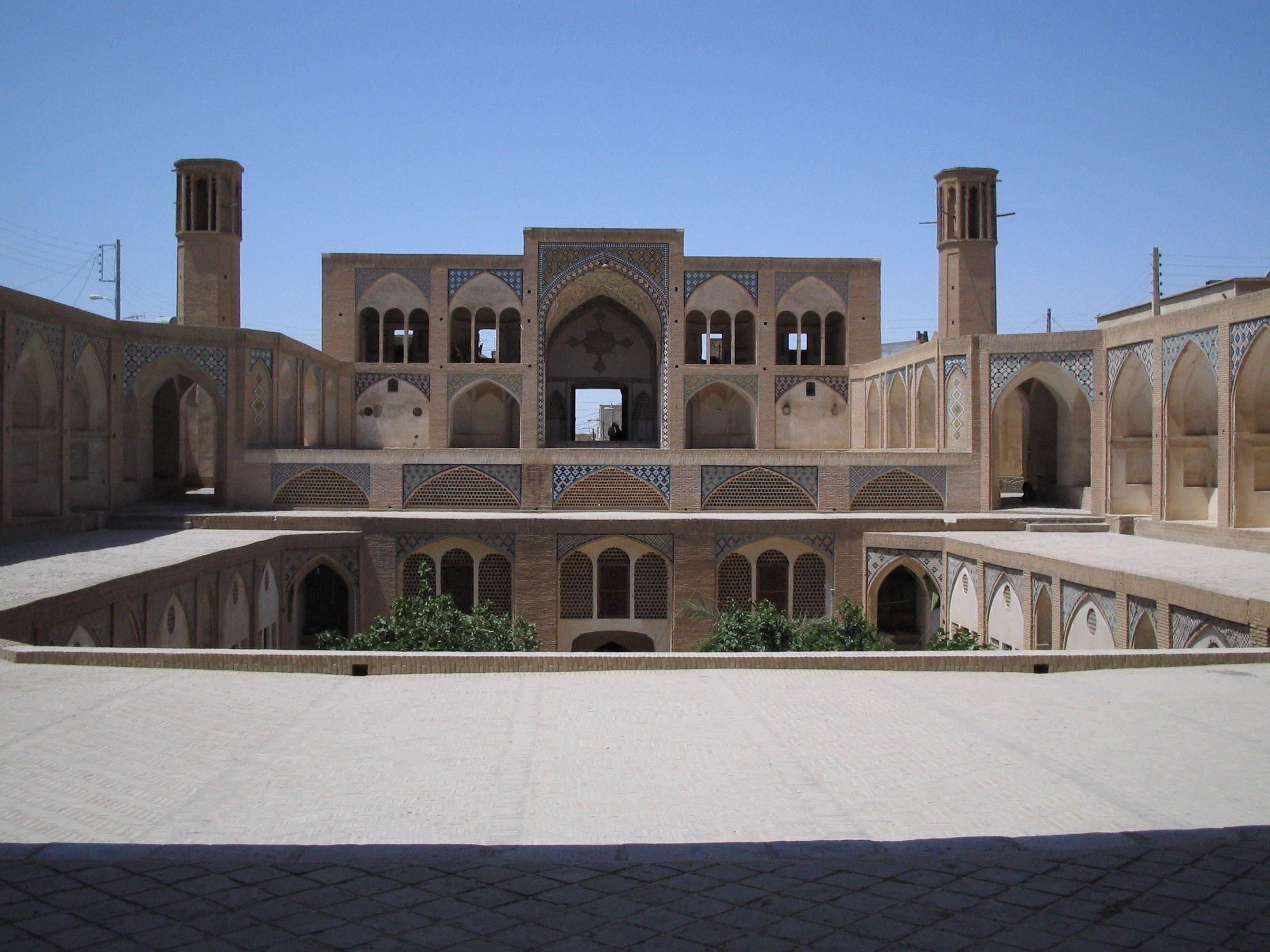
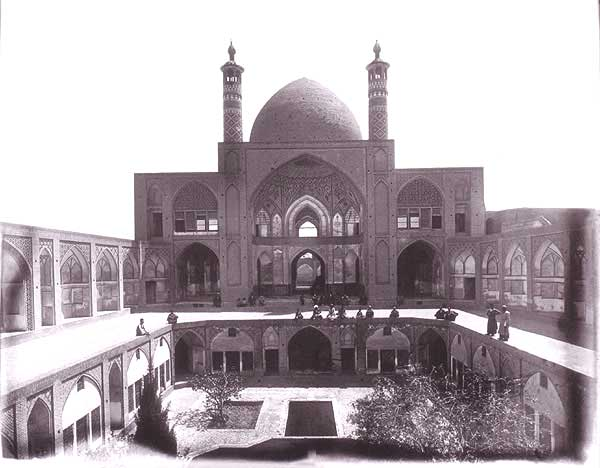
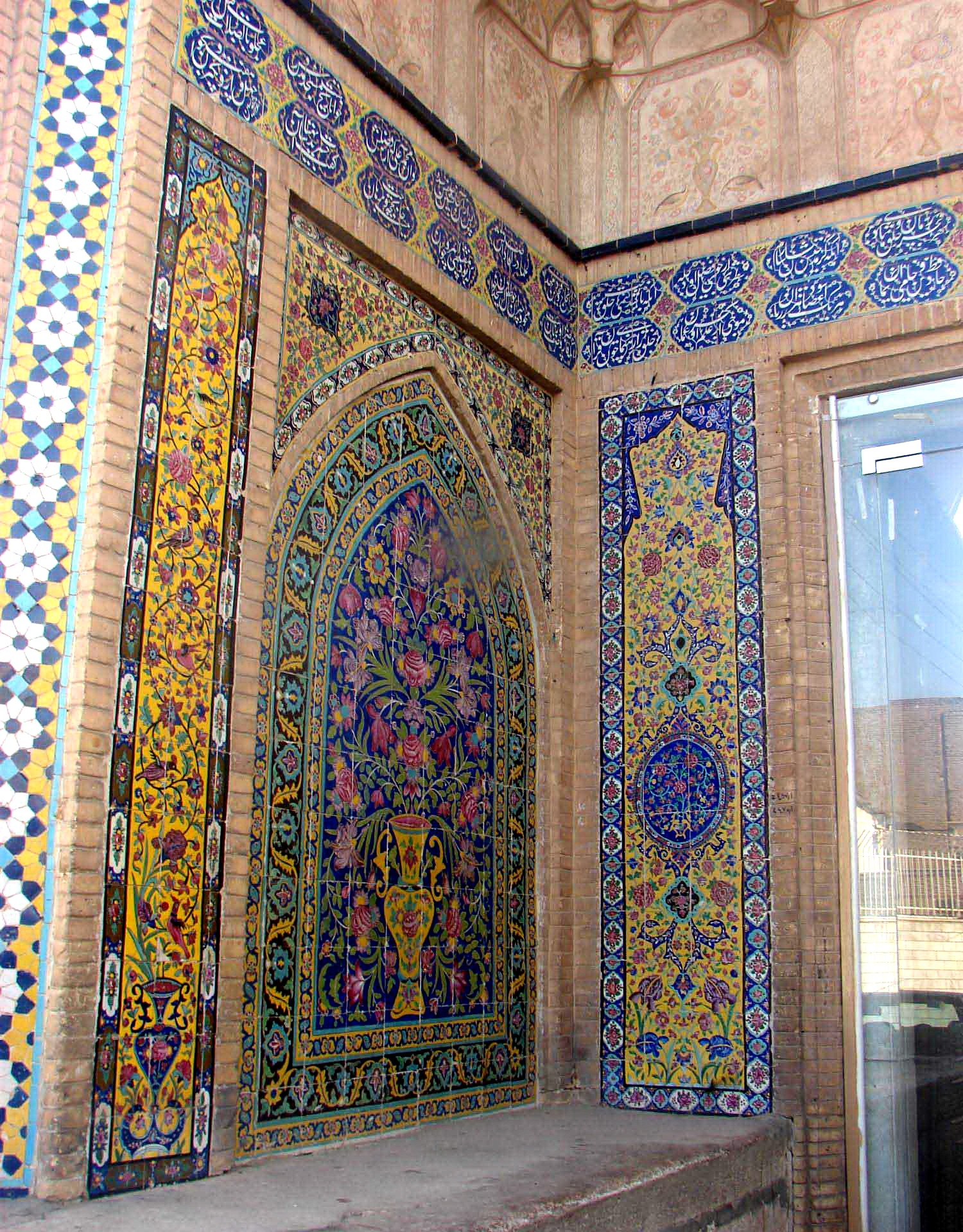
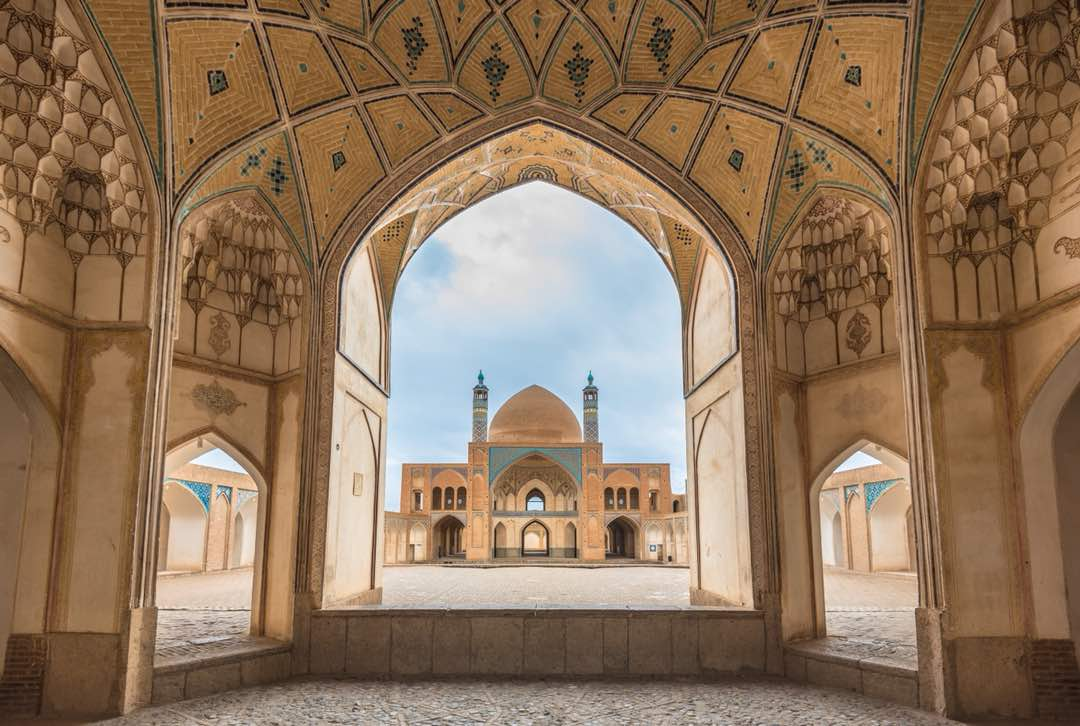
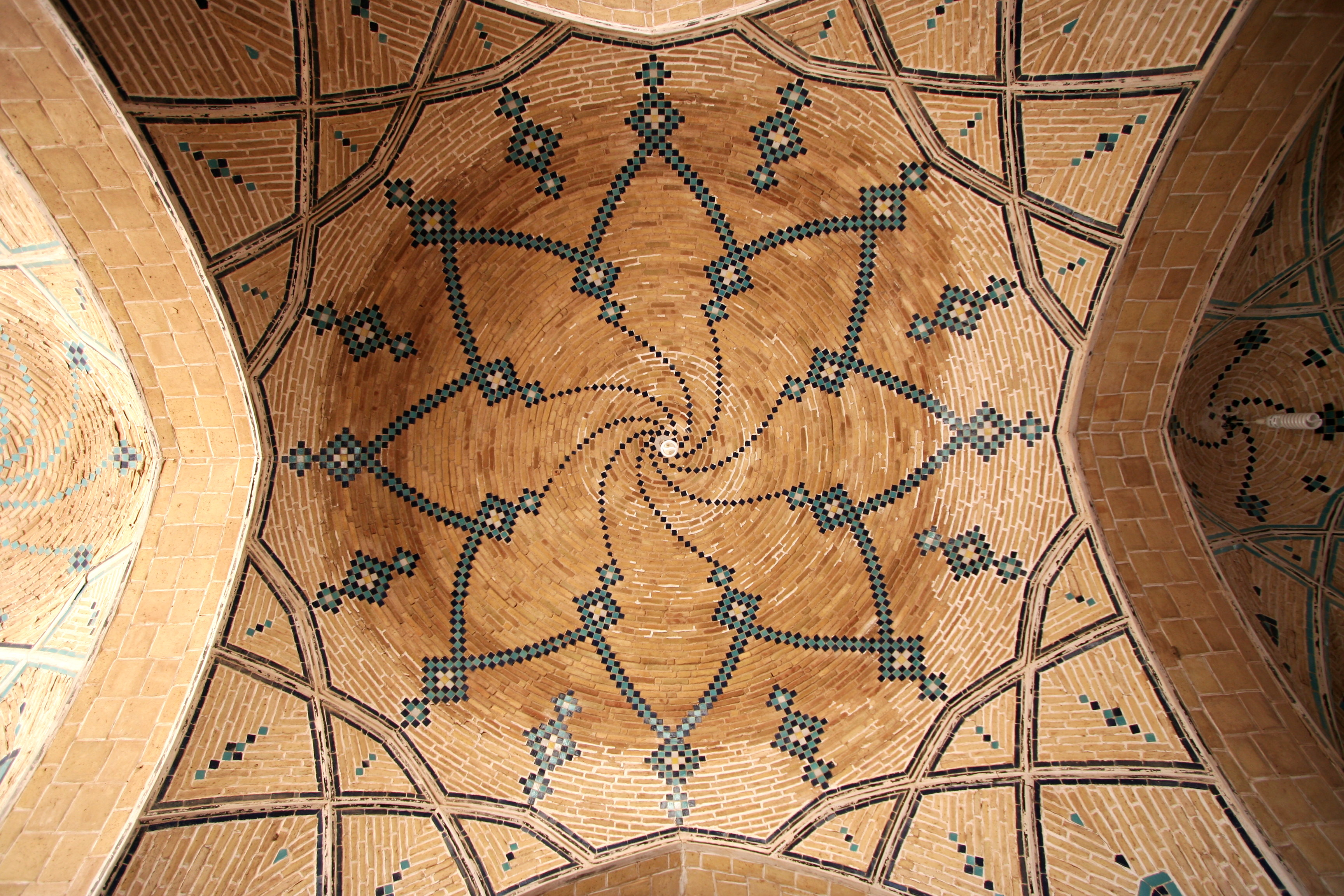
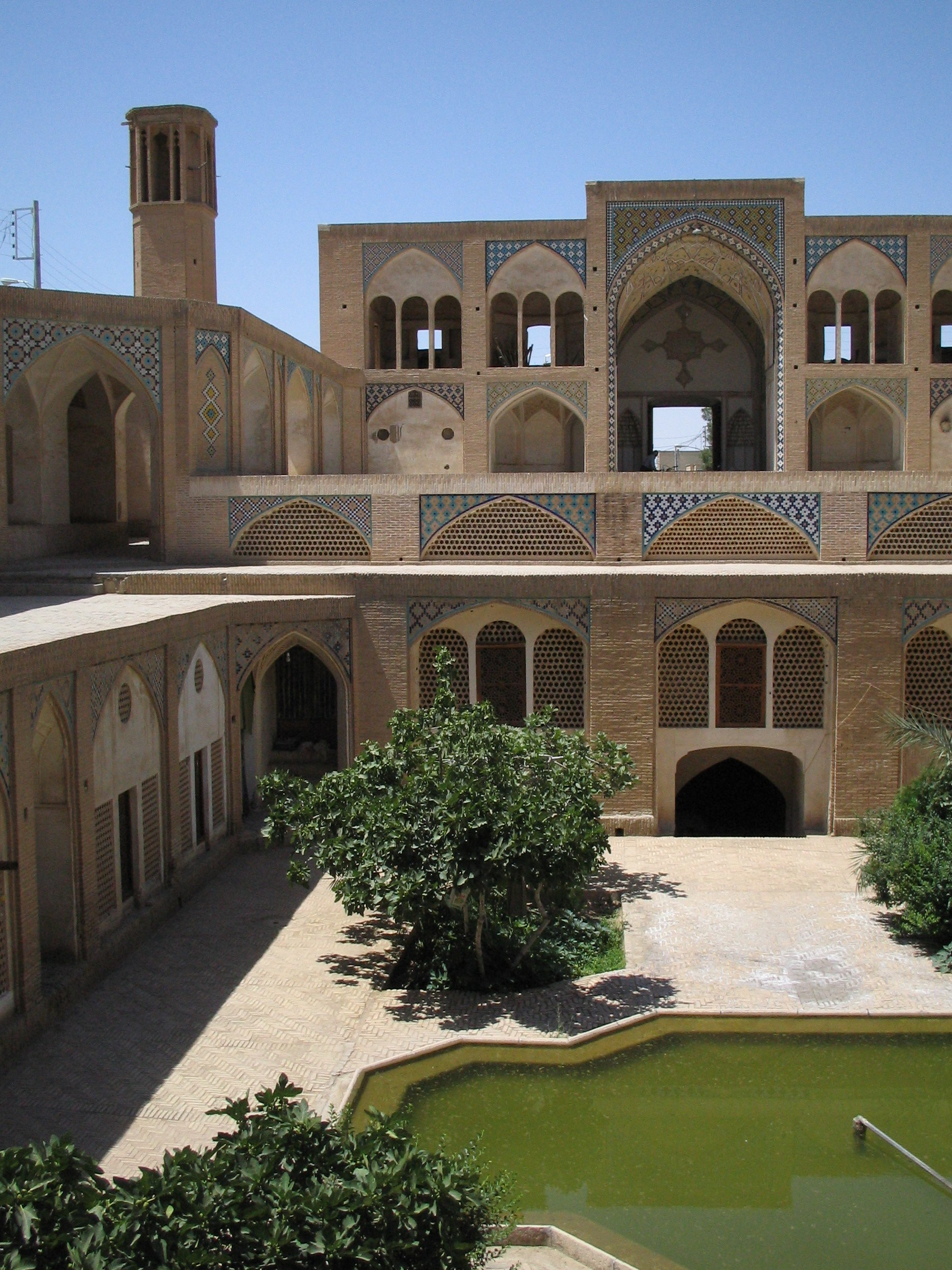
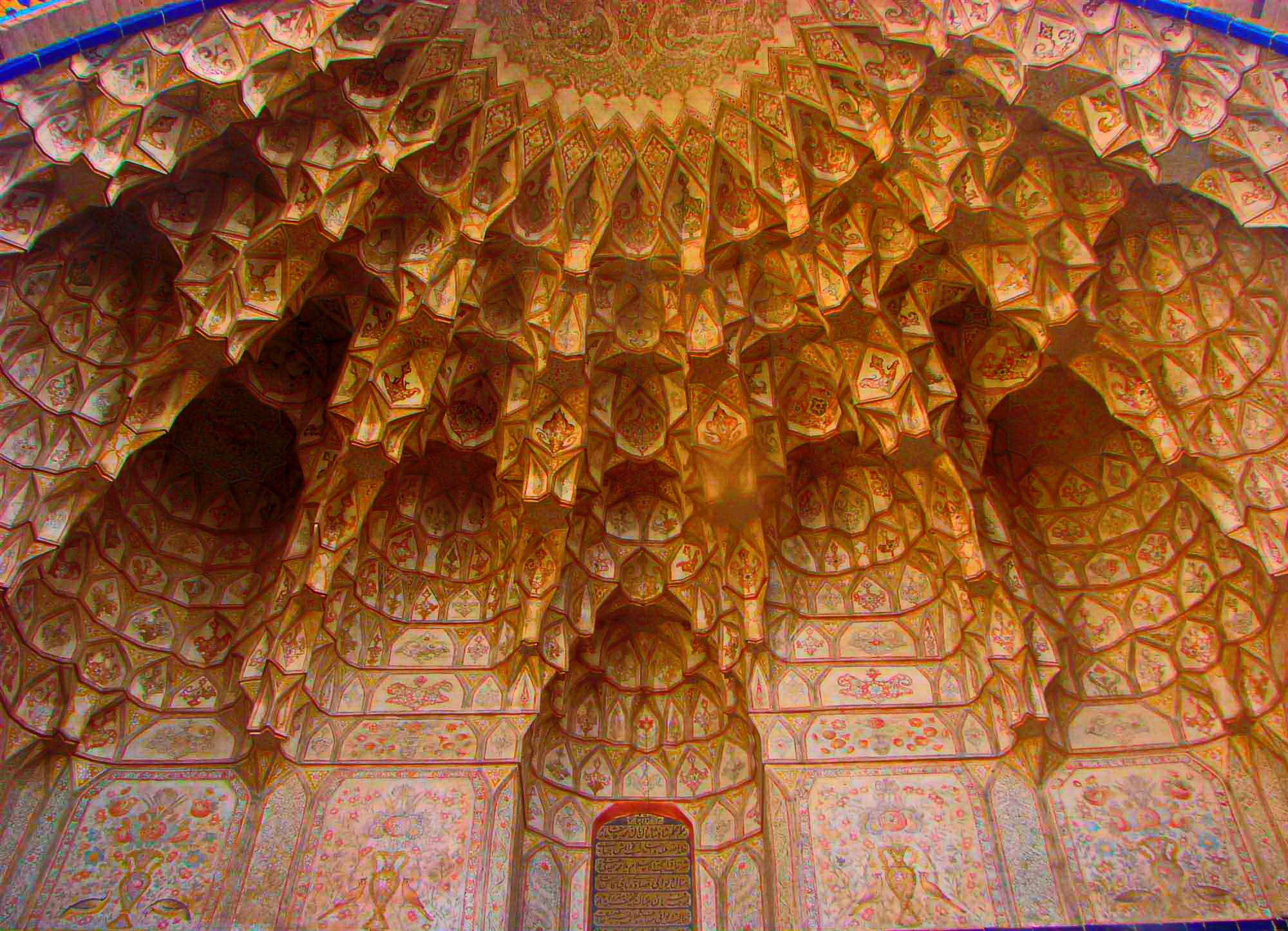
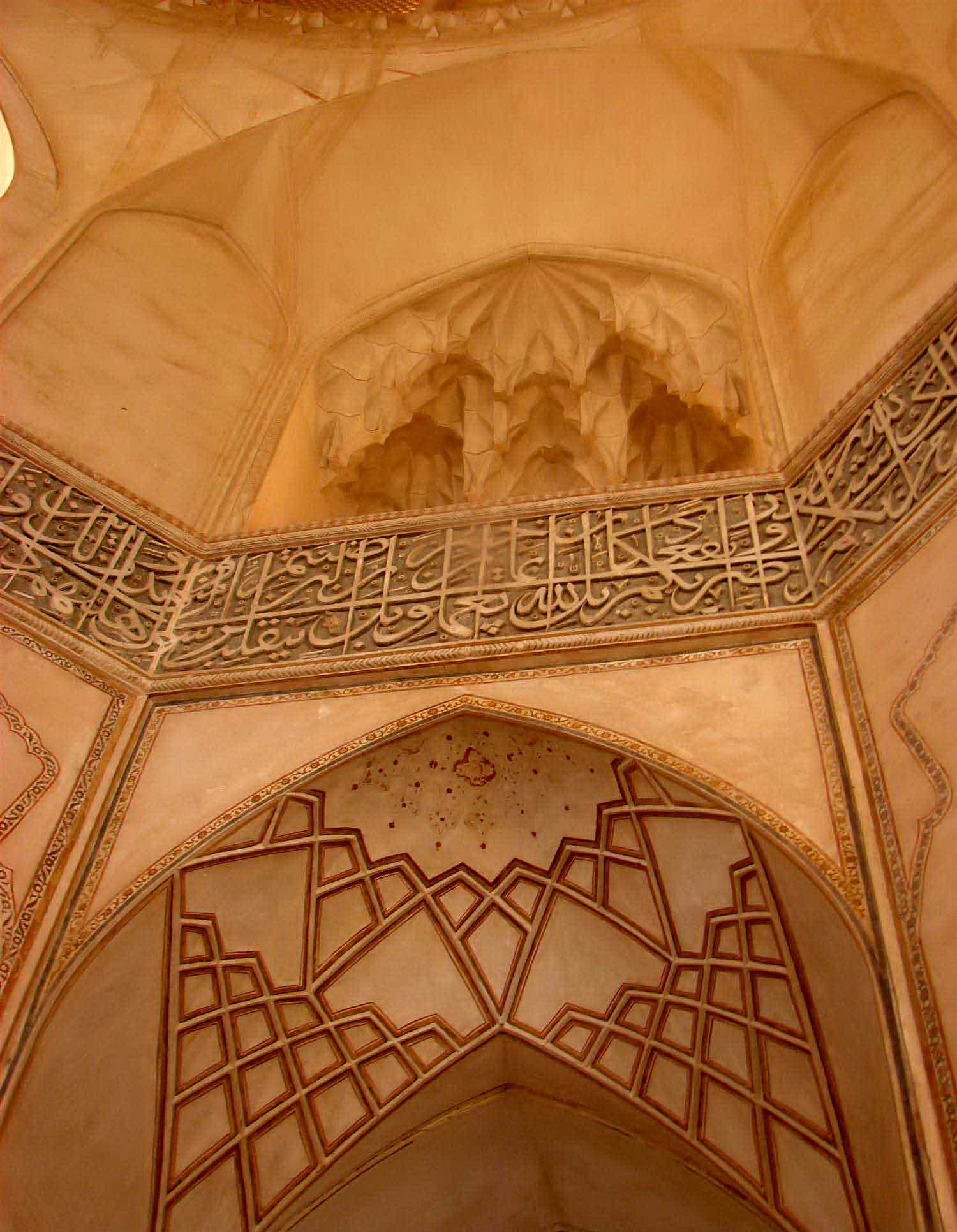
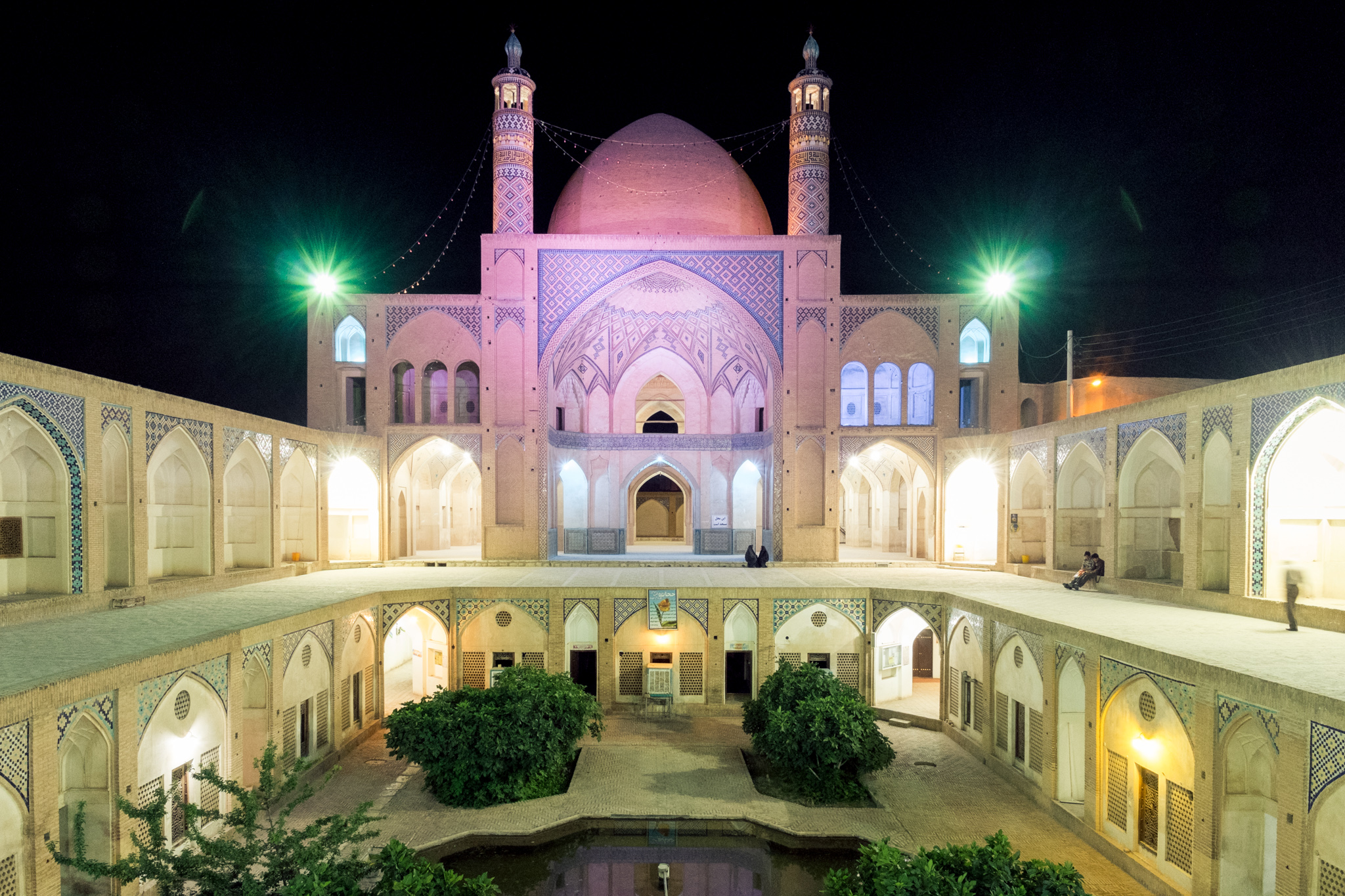
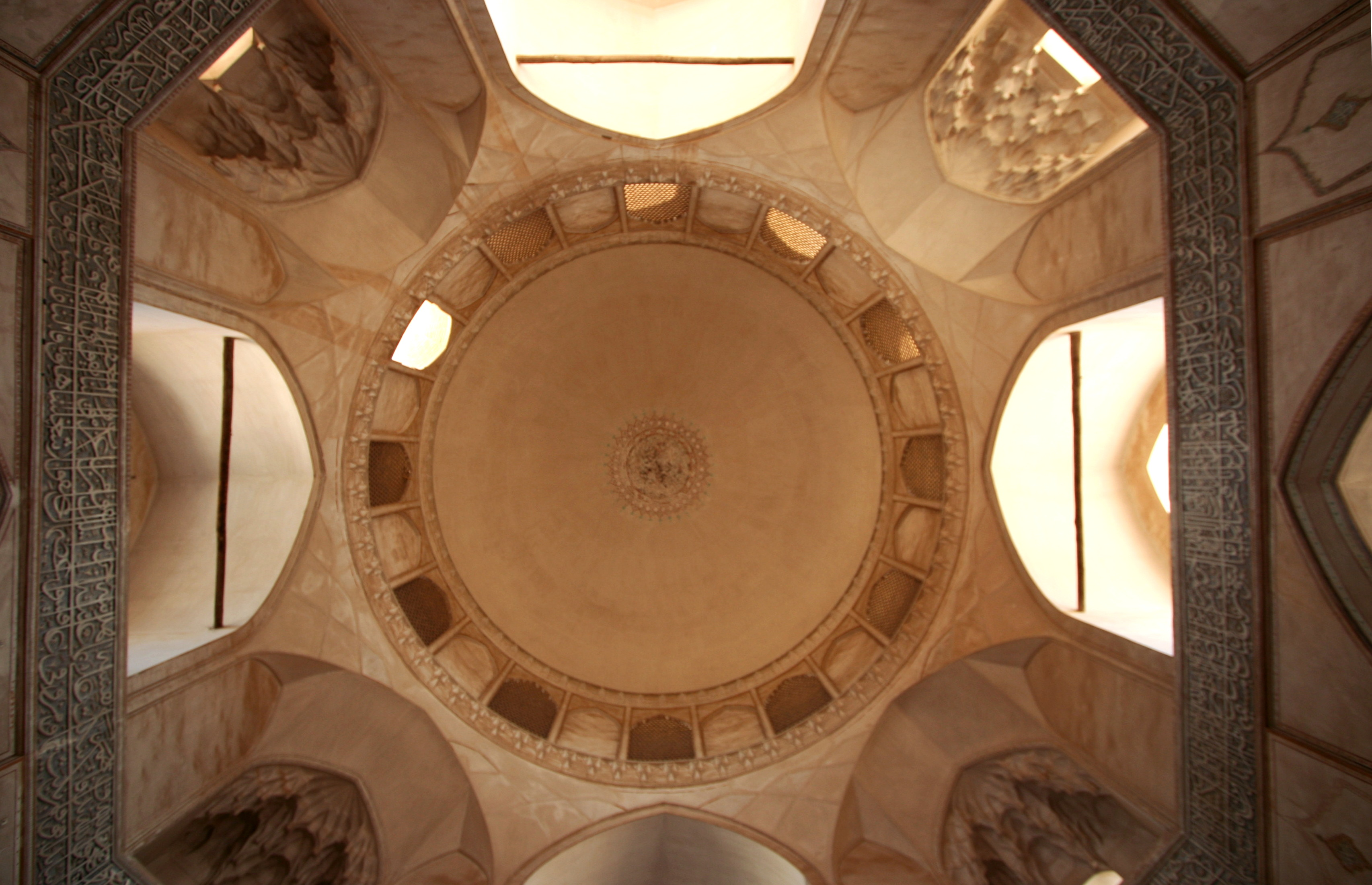
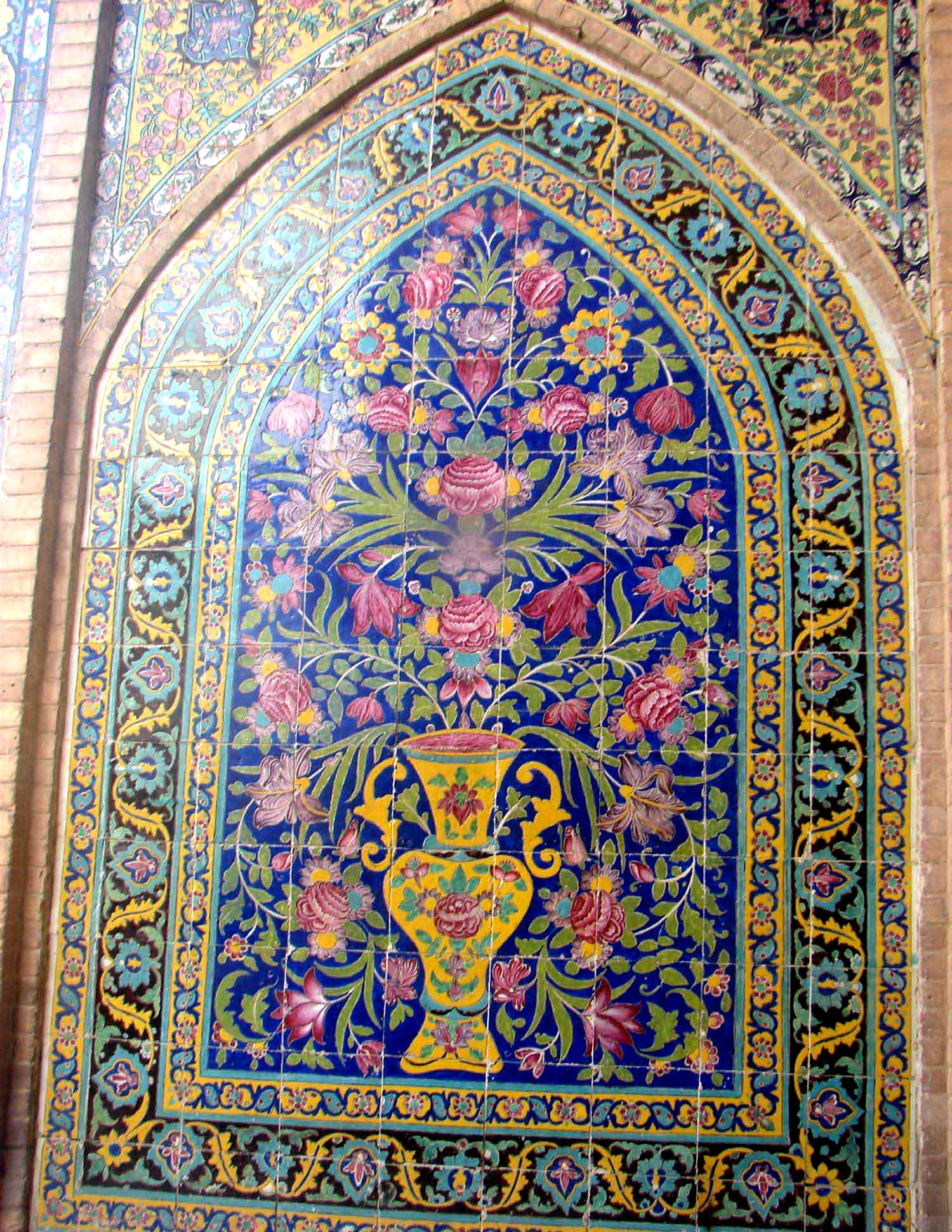
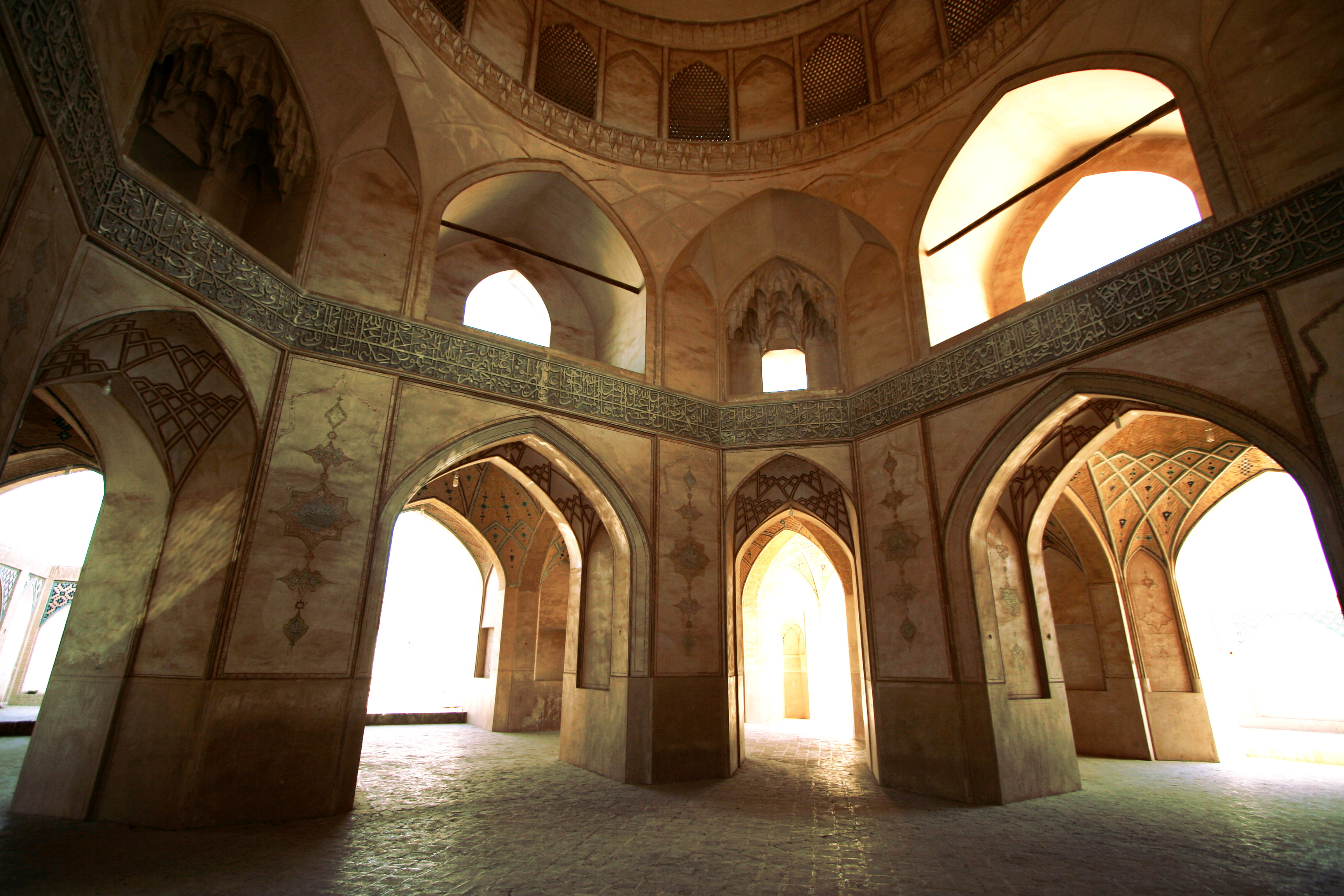
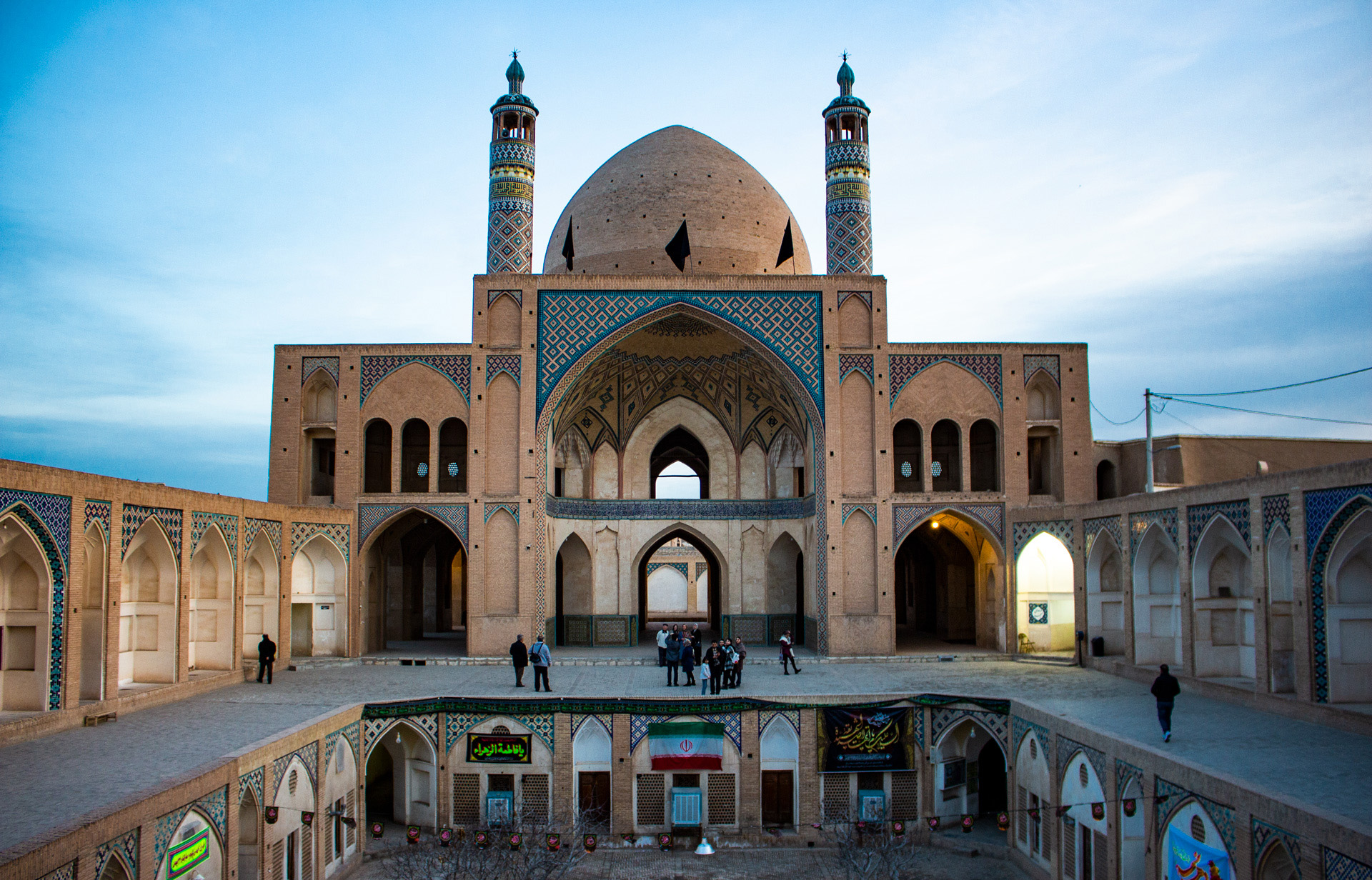
نمایی از درب ورودی
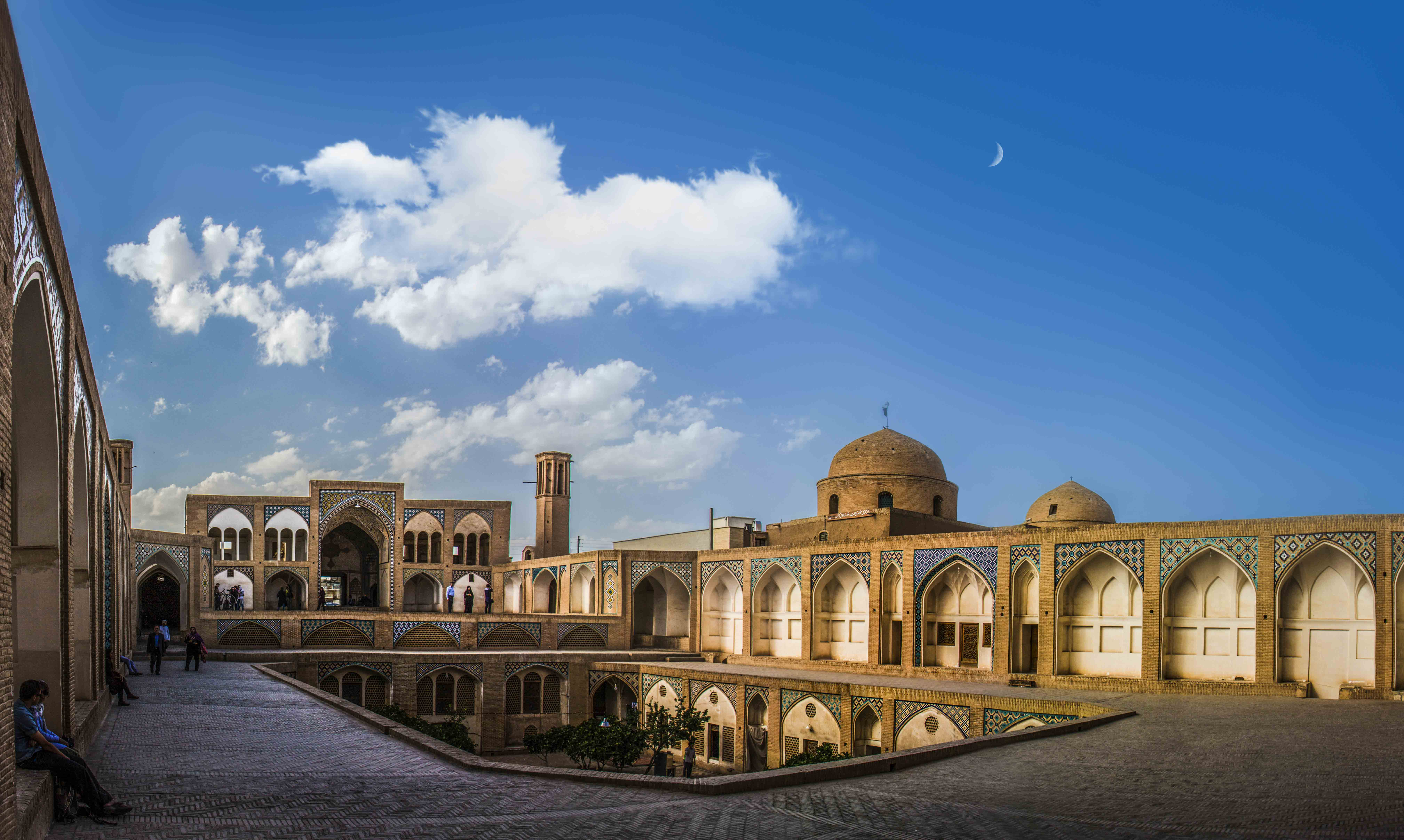